# Епархия Лаохэкоу
 Епархия Лаохэкоу  (лат. Dioecesis Laohocheuvensis) — епархия Римско-Католической церкви с центром в городе Лаохэкоу, Китай. Епархия Лаохэкоу входит в митрополию Уханя.

## История
2 сентября 1870 года Римский папа Пий IX издал бреве «Quae Christianae rei», которым учредил Апостольский викариат Северо-Западного Хубэя, выделив его из апостольского викариата Хубэя (сегодня — Архиепархия Уханя). 3 декабря 1924 года апостольский викариат Северо-Западного Хупэя был переименован в апостольский викариат Лаохэкоу.
25 мая 1936 года апостольский викариат Лаохэкоу передал часть своей территории новой апостольской префектуре Сянъяна (сегодня — Епархия Сянъяна).
11 апреля 1941 года Римский папа Пий XII издал буллу «Quotidie Nos», которой преобразовал апостольский викариат Лаохэкоу в епархию.

## Ординарии епархии
- епископ Fabiano Landi (10.05.1904 — 30.06.1920)
- епископ Ermenegildo Ricci (21.02.1922 — 1929)
- епископ Alfonso Maria Corrado Ferrani (27.01.1932 — 10.03.1966)
  - Sede vacante (с 10.03.1966 — по настоящее время)

## Источник
- Annuario Pontificio, Libreria Editrice Vaticana, Città del Vaticano, 2003, ISBN 88-209-7422-3
- Бреве Quae Christianae rei, Pii IX Pontificis Maximi Acta. Pars prima, Vol. V, Romae 1871, стр. 233  (лат.)
- Булла Quotidie Nos, AAS 38 (1946), стр. 301  (лат.)